# Battlefleet Gothic: Armada 2
Battlefleet Gothic: Armada 2 est un jeu vidéo de stratégie en temps réel développé par Tindalos Interactive et édité par Focus Home Interactive, sorti en 2019 sur Windows.
Il fait suite à Battlefleet Gothic: Armada.

## Univers
Au même titre que son prédécesseur, et bien que ce deuxième volet soit réputé pour proposer des batailles à une plus grande échelle,, les événements de Battlefleet Gothic: Armada 2 se déroulent dans l'univers dystopique de Warhammer 40,000.

### Synopsis
En cette fin du 41e millénaire, Cadia, l'un des mondes-clé assurant une certaine stabilité à l'Imperium lors de la navigation dans l’œil de la terreur, est détruite à la suite de la 13e Croisade Noire menée par Abaddon le Fléau. En parallèle à cet événement, l'amiral Spire, héros de la guerre gothique (ou 12e croisade noire), parvient à sortir du saut warp qu'il avait entamé. Alors que l'écoulement du temps au sein de l'Immaterium est tout relatif, Spire et son équipage apprennent que leur navire était perdu depuis 800 ans. Face à l'offensive sans précédent du Chaos, l'amiral Spire s'efforce de rassembler les forces dispersée de l'Impérium, de repousser les forces hérétiques et d'éliminer Abaddon et ses lieutenants définitivement.

## Accueil
Battlefleet Gothic: Armada 2 reçoit un accueil positif de la presse spécialisée. Il totalise une moyenne de 77 % sur la base de 24 critiques sur Metacritic.